# The 3rd Birthday
The 3rd Birthday (яп. ザ・サード バースデイ Дза Са:до Ба:судэй) — тактический шутер от третьего лица, разработанный Square Enix для PlayStation Portable в 2010 году. Сюжет игры рассказывает о Айе Брее, которая является главной героиней серии игр Parasite Eve. Действие разворачивается в период 2012—2014 годов в Нью-Йорке. Игра является неофициальным сиквелом к игре Parasite Eve, однако, игру можно считать спин-оффом серии.

## Игровой процесс

### Управление в бою
Со стороны игра выглядят как классический шутер от третьего лица, и от Parasite Eve управления осталось мало, но в игре отчетливо ощущается присутствие элементов ролевой игры. Айя, как и во многих ролевых играх, сможет прокачивать свой уровень, набирая очки опыта. Также, нет необходимости ни в кого целиться: Айя автоматически целится во врага. Но легкость управления компенсируется нечеловеческой силой и выносливостью противостоящих врагов: они нападают с самых неожиданных сторон и способны стерпеть несколько сотен попаданий, прежде чем падут или же изменят форму.

### Оружие
В игре присутствуют множество типов и видов оружия. Причем, некоторые из них реально существующие. Это могут быть револьверы, обычные пистолеты 9-миллиметрового калибра, автоматы, дробовики, снайперские винтовки, гранатометы и ракетницы. Также, в игре присутствуют особые типы оружия, наподобие бластеров. Каждый тип оружия, кроме особых, можно повышать в уровне. Также любое оружие можно модернизировать.

### Защита
Также, как и в Parasite Eve II, у брони нет очков защиты. Вся броня в игре распределена на ранг защиты: A, B, C, но есть ещё одно новшество: броня на теле героини будет рваться, если она будет подвержена большим ранениям.
Броня не располагается где-то на уровне: она даётся только за завершение всей игры на определённый ранг. Однако, на второе прохождение будут доступны две брони, которые находятся на базе CTI и в доме Маэды. В самом начале игры в распоряжении игрока только два костюма: стандартный (джинсы и чёрный пиджак с открытыми плечами), и такой же, но с белой курткой.

### Overdive
Айя способна переселяться в других людей с помощью способности системы Overdive. Она переселяет свою душу в тело, а то, в котором она находилась, освобождается, и теперь это снова нормальный человек. Также, Айя способна уничтожать врагов изнутри с помощью Overdive Killing, всё же есть одно но — оно быстро истощает её организм. Это все является заменой Parasite Energy. Айя также может входить в режим Liberation — опасность для врагов теперь представляет не оружие, а сама Айя. Время Liberation ограничено 3-6 секундами.

### DNA Board

Пример OE Board. Максимальный допустимый уровень клеток 25 %.

Вместе с прокачкой уровня, игрок может совершенствовать себя, модернизируя клетки ДНК. Они крайне облегчают прохождение некоторых игровых моментов. Усовершенствовать можно 9 клеток, каждая из которых может содержать усовершенствование определенной сферы игрового процесса. Это может быть, к примеру, увеличение мощности Liberation, или возрождение при смертельных ранениях.

## Персонажи
- Айя Бреа (англ. Aya Brea) — несмотря на свой возраст (приблизительно 40 лет), Айя предстает как 25-летняя девушка. Возможно, на это повлияли митохондрии. Айя вновь переехала в Нью-Йорк, где стала работать CTI агентом. По нераскрытым причинам она потеряла память. Но откуда же у неё на пальце обручальное кольцо, и кто эта девушка из воспоминаний…?
- Ева Бреа (англ. Eve Brea) — стала сестрой Айи после событий второй части игры в Neo Ark, хотя, на самом деле является её клоном. Пропала без вести вместе с Кайлом Мэдиганом, и Айя не может вспомнить почему.
- Кайл Мэдиган (англ. Kyle Madigan) — после событий в Shelter’е Айя и Кайл начинают встречаться. Но почему он пропал и Айя про него ничего не помнит? На протяжении игры Айя найдет всю правду. В конце четвёртой главы превращается в TWISTED.
- Кунихико Маэда (англ. Kunihiko Maeda) — после событий первой части игры он уехал обратно в Японию. Однако, узнав про нынешний инцидент в Нью-Йорке сразу приезжает сюда. Он является специалистом в деле митохондрий и старым другом Айи — этим он и заслужил её доверие.
- Хайд Бор (англ. Hyde Bohr) — глава отдела Overdive в CTI. Он профессионал в своём деле. Никогда не отпустит бойца без подготовки и чёткого плана. Заслужил большое доверие со стороны отдела, но иногда бывает очень хладнокровен. Именно он являлся главным врагом Айи… В конце игры предстает, как босс TWISTED.
- Телониус Крэй (англ. Thelonious Cray) — бывший агент спецназа. Когда CTI была создана, был вызван в связи со своими необычайными навыками боевых стратегий. Был тренером Айи.
- Доктор Бланк (англ. Dr. Blank) — научный сотрудник и глава компьютерной системы всего CTI. Однако его происхождение остается в тайне.
- Габриэль Монсини (англ. Gabrielle Monsigny) — специальный исследователь в CTI. В основном, отлично владеет снайперским оружием. В игре показана, как хороший друг Айи. В конце второй главы игры превращается в TWISTED.
- Хантер «Босс» Оуэн (англ. Hunter "Boss" Owen) — глава всего CTI, хотя хотел стать главой ФБР. Покушался на убийство Айи, говоря, что она не человек, и не может внести доверие.

## Музыка
Оригинальный саундтрек для The 3rd Birthday был выпущен сразу после игры на трёх компакт-дисках.
| №   | Название                                  | Длительность |
| --- | ----------------------------------------- | ------------ |
| 1.  | «From the End -The 3rd Birthday-»         | 3:39         |
| 2.  | «The Babel : Genesis»                     | 2:52         |
| 3.  | «Investigation of the Past»               | 5:04         |
| 4.  | «Beginning of Breeding»                   | 3:51         |
| 5.  | «Joy to the World -for The 3rd Birthday-» | 2:50         |
| 6.  | «Flashback»                               | 0:31         |
| 7.  | «Dive into Myself»                        | 3:15         |
| 8.  | «Wait for the Combustion»                 | 2:02         |
| 9.  | «Brave New World»                         | 1:31         |
| 10. | «Contact, Freeze, Explode»                | 2:28         |
| 11. | «Unknown Unknown»                         | 2:12         |
| 12. | «Equinox of Insanity»                     | 2:20         |
| 13. | «Insanity of the Enraged»                 | 3:11         |
| 14. | «Reaper»                                  | 2:33         |
| 15. | «Moment of Humanity»                      | 2:18         |
| 16. | «Bloody Black»                            | 3:29         |
| 17. | «Frozen Time»                             | 1:22         |
| 18. | «The Boss»                                | 2:42         |
| 19. | «Arriving Home»                           | 2:07         |
| 20. | «Angel's Time»                            | 1:57         |
| 21. | «Dive into Myself -Deep Inside-»          | 2:24         |
| 22. | «dayDreamer»                              | 2:34         |
| 23. | «Light of Time»                           | 2:01         |

| №   | Название                                           | Длительность |
| --- | -------------------------------------------------- | ------------ |
| 1.  | «Memory II -for The 3rd Birthday-»                 | 2:02         |
| 2.  | «Ruin»                                             | 2:12         |
| 3.  | «Arise within You -for The 3rd Birthday-»          | 3:20         |
| 4.  | «Moment of Silence»                                | 2:04         |
| 5.  | «Time of Insanity»                                 | 2:16         |
| 6.  | «Queen»                                            | 3:45         |
| 7.  | «Cloud of Aureolin»                                | 4:16         |
| 8.  | «Girl in the Dream»                                | 1:19         |
| 9.  | «Unforgettable Man»                                | 2:14         |
| 10. | «Out of Phase -for The 3rd Birthday-»              | 2:06         |
| 11. | «Dive into the Cause»                              | 2:33         |
| 12. | «Pain of Assault»                                  | 2:42         |
| 13. | «Human seeker»                                     | 2:02         |
| 14. | «Human seeker -Battle Side-»                       | 2:34         |
| 15. | «Uncontrol»                                        | 2:46         |
| 16. | «Monodrama»                                        | 2:55         |
| 17. | «Crossing Time, Crossing Mind»                     | 2:51         |
| 18. | «Dr. Maeda (or How I Learned to Start Loving DNA)» | 2:43         |
| 19. | «End of the Investigation»                         | 0:28         |
| 20. | «Worm»                                             | 2:23         |
| 21. | «Fright Night»                                     | 2:40         |
| 22. | «Desperation»                                      | 2:29         |
| 23. | «Ray of Hope»                                      | 2:13         |
| 24. | «Triumph of Wing»                                  | 2:20         |
| 25. | «Cityscapes»                                       | 2:41         |
| 26. | «Crimson Eyes»                                     | 2:46         |
| 27. | «Unforgettable Man -Return to Me-»                 | 1:39         |

| №   | Название                                                                               | Длительность |
| --- | -------------------------------------------------------------------------------------- | ------------ |
| 1.  | «King of Closing Time»                                                                 | 2:39         |
| 2.  | «A Piece of Remain -for The 3rd Birthday-»                                             | 2:29         |
| 3.  | «The Way Things Are»                                                                   | 2:09         |
| 4.  | «Into the Babel»                                                                       | 6:31         |
| 5.  | «Escape from UB -for The 3rd Birthday-»                                                | 2:42         |
| 6.  | «Terminus Zero»                                                                        | 4:27         |
| 7.  | «Immortality of Time»                                                                  | 3:46         |
| 8.  | «Blue of the End»                                                                      | 3:02         |
| 9.  | «Dive into Myself -Changing to...-»                                                    | 3:10         |
| 10. | «"Wachet auf, ruft uns der Zeitpunkt Null ※""Based on a cantata BWV140 by J.S. Bach""» | 1:11         |
| 11. | «The End -Back to the Beginning-»                                                      | 9:43         |
| 12. | «Come Again to Christmas»                                                              | 2:39         |
| 13. | «Screaming»                                                                            | 0:12         |
| 14. | «Primal Eyes -for The 3rd Birthday-»                                                   | 2:24         |
| 15. | «Brea the Brave»                                                                       | 3:02         |
| 16. | «Theme of Aya -The 3rd Birthday Early Essence Arrange-»                                | 1:14         |

## Критика и отзывы
| Сводный рейтинг    | Сводный рейтинг |
| Агрегатор          | Оценка          |
| ------------------ | --------------- |
| GameRankings       | 71,04 %         |
| Metacritic         | 70 / 100        |
| Иноязычные издания |                 |
| Издание            | Оценка          |
| 1UP.com            | B               |
| Famitsu            | 36 / 40         |
| G4                 | 4 / 5           |
| GameSpot           | 6,0 / 10        |
| IGN                | 8,5 / 10        |
| Play (UK)          | 80 %            |
| GamingXP           | 80 / 100        |
| Meristation        | 8 / 10          |
| Vandal Online      | 8,7 / 10        |
| VicioJuegos        | 92 / 100        |
| VideoGamer.com     | 8 / 10          |
| Blistered Thumbs   | 5 / 10          |

- The 3rd Birthday получила 70 из 100 баллов в Metacritic , 7.0 из 10 баллов на GameStats. Японский журнал Famitsu дал игре 36 из 40 баллов.
- По всему миру было продано более 350 000 копий игры. При том, что в одной только Японии было продано 266 000 копий. В Америке и Европе было продано по 40 000 копий игры.[9]